# Oxyria digyna
Oxyria digyna o oxíria, és una espècie de planta dins la família poligonàcia. És comuna a la tundra àrtica com per exemple a Svalbard i també es troba en les altes muntanyes europees i americanes com els Pirineus a Catalunya.
És una herba glabra amb fulles en roseta. Creix en masses denses i les seves tiges fan 10-20 cm d'alt. Les tiges són un poc rogenques. Les fulles són llargament peciolades i tenen forma de ronyó i són carnoses. Les flors són menudes primer de color verd i després vermellenques i estan agrupades. El fruit és una petita núcula voltat d'una ala ampla transparent. Creix en llocs protegits per la neu de l'hivern. La paraula Oxyria prové del grec i significa agre.
Als Pirineus floresi de juliol a agost i viu entre els 2100 i 2900 m d'altitud en tarteres i pedrusques fredes.

## Usos
Les fulles tenen un gust àcid i són riques en vitamina C, en contenen uns 36 mg/100g. Les feien servir els Inuit per evitar i prevenir l'escorbut, i es poden usar en amanides. Les parts superiors de la planta són comestibles cuites.

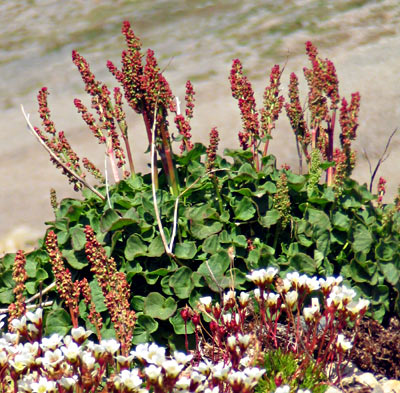
Svalbard
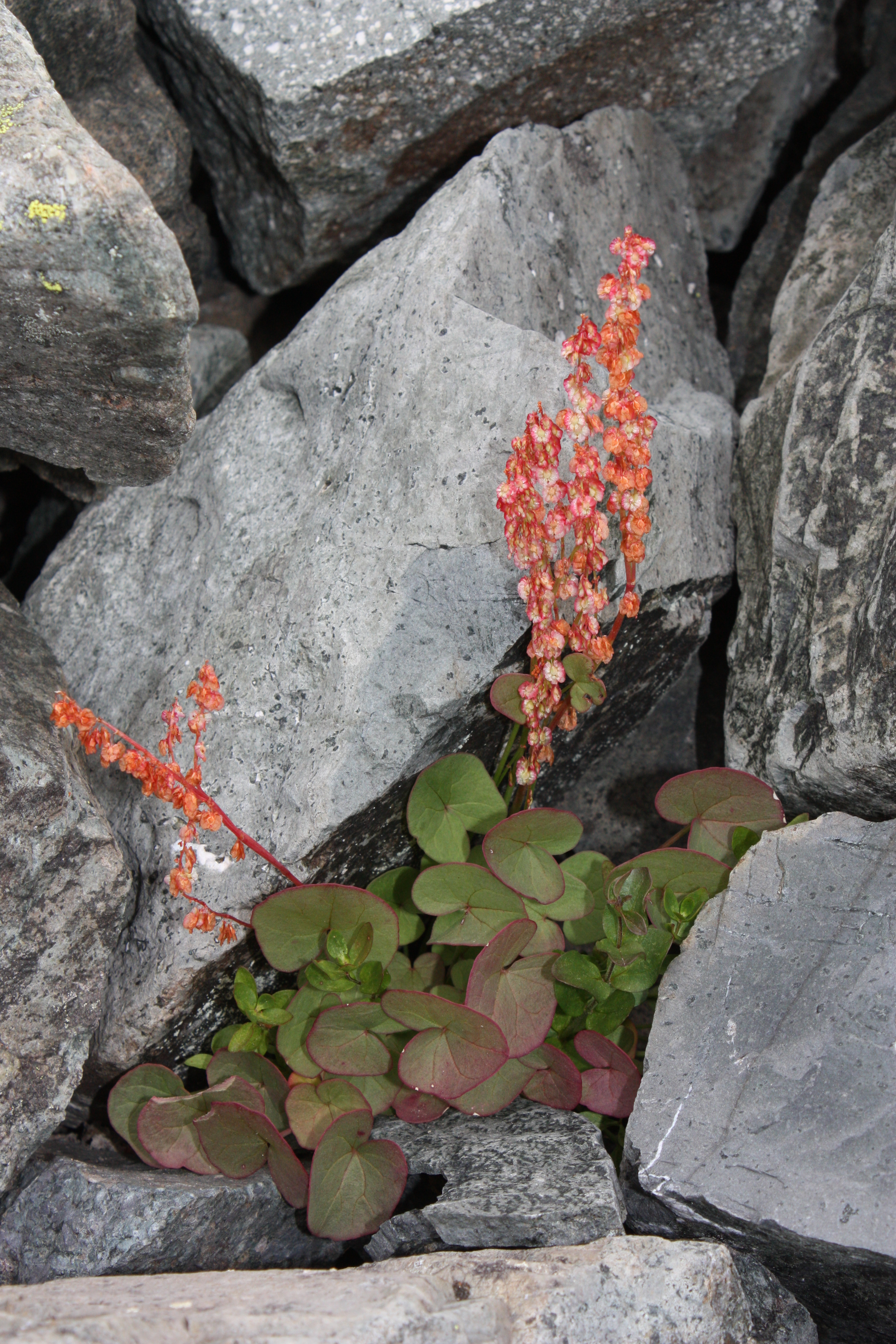
Mount Rainier National Park